# Ручьи (Лужский район)
Ручьи — деревня в Дзержинском сельском поселении Лужского района Ленинградской области.

## История
Деревня Ручьи упоминается на карте Санкт-Петербургской губернии Ф. Ф. Шуберта 1834 года.

РУЧЬИ — деревня принадлежит: генерал-майорше Ададуровой, число жителей по ревизии: 44 м. п., 42 ж. п.

малолетним детям подпоручика Алексея Лихарева, число жителей по ревизии: 27 м. п., 25 ж. п. (1838 год)

Деревня Ручьи отмечена на карте профессора С. С. Куторги 1852 года.

РУЧЬИ — деревня госпожи Лихаревой, по просёлочной дороге, число дворов — 15, число душ — 60 м. п. (1856 год)

РУЧЬИ — деревня владельческая при реке Луге, число дворов — 17, число жителей: 59 м. п., 68 ж. п.; Часовня православная. (1862 год)

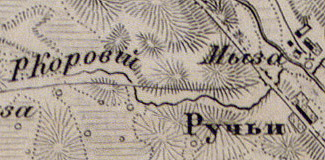
Деревня Ручьи на карте 1863 года

Согласно карте из Исторического атласа Санкт-Петербургской Губернии 1863 года к северу и смежно с деревней находилась мыза.
В XIX веке деревня административно относилась к Передольской волости 2-го земского участка 1-го стана Лужского уезда Санкт-Петербургской губернии, в начале XX века — 4-го стана.
По данным «Памятной книжки Санкт-Петербургской губернии» за 1905 год, деревня Ручьи образовывала Ручьёвское сельское общество.

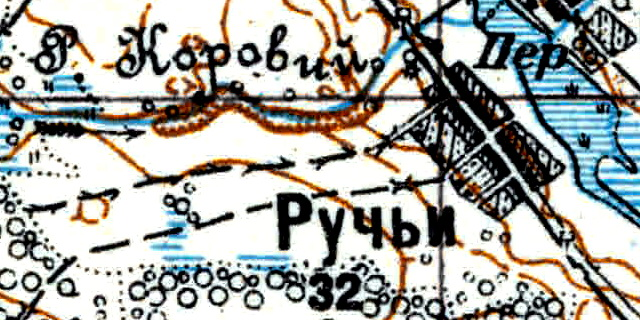
Деревня Ручьи на карте 1926 года

Согласно топографической карте 1926 года деревня насчитывала 32 двора.
По данным 1933 года деревня Ручьи входила в состав Торошковского сельсовета.
По данным 1966, 1973 и 1990 годов деревня Ручьи также входила в состав Торошковского сельсовета.
В 1997 году в деревне Ручьи Торошковской волости проживали 27 человек, в 2002 году — 17 человек (все русские).
В 2007 году в деревне Ручьи Дзержинского СП проживал 21 человек.

## География
Деревня расположена в юго-восточной части района на автодороге 41К-142 (Луга — Медведь).
Расстояние до административного центра поселения — 28 км.
Расстояние до ближайшей железнодорожной станции Луга — 29 км.
Деревня находится на левом берегу реки Луга в месте впадения в неё Коровьего ручья.

## Демография
| 1838 | 1862 | 1997 | 2007 | 2010 | 2017 |
| ---- | ---- | ---- | ---- | ---- | ---- |
| 138  | ↘127 | ↘27  | ↘21  | ↘16  | ↘7   |

## Улицы
Речная.

## Садоводства
Заводи.